# Wiener Neudorf
Wiener Neudorf osztrák mezőváros Alsó-Ausztria Mödlingi járásában. 2022 januárjában 9339 lakosa volt. 

## Elhelyezkedése

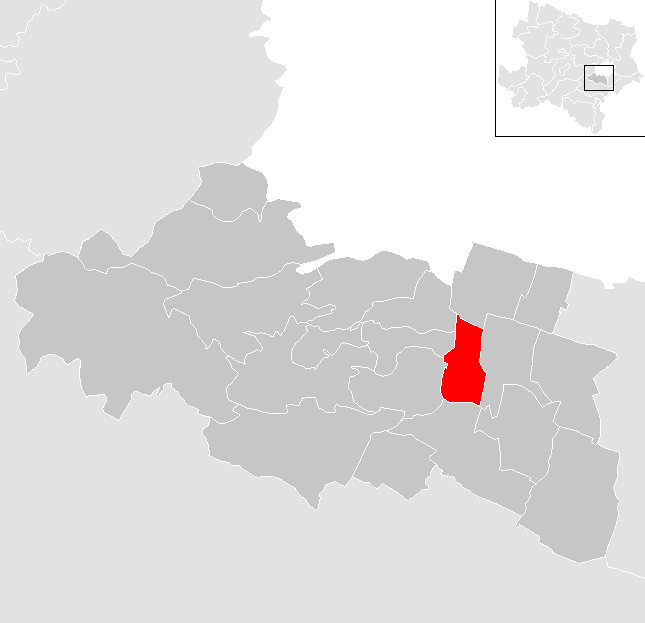
Wiener Neudorf a Mödlingi járásban

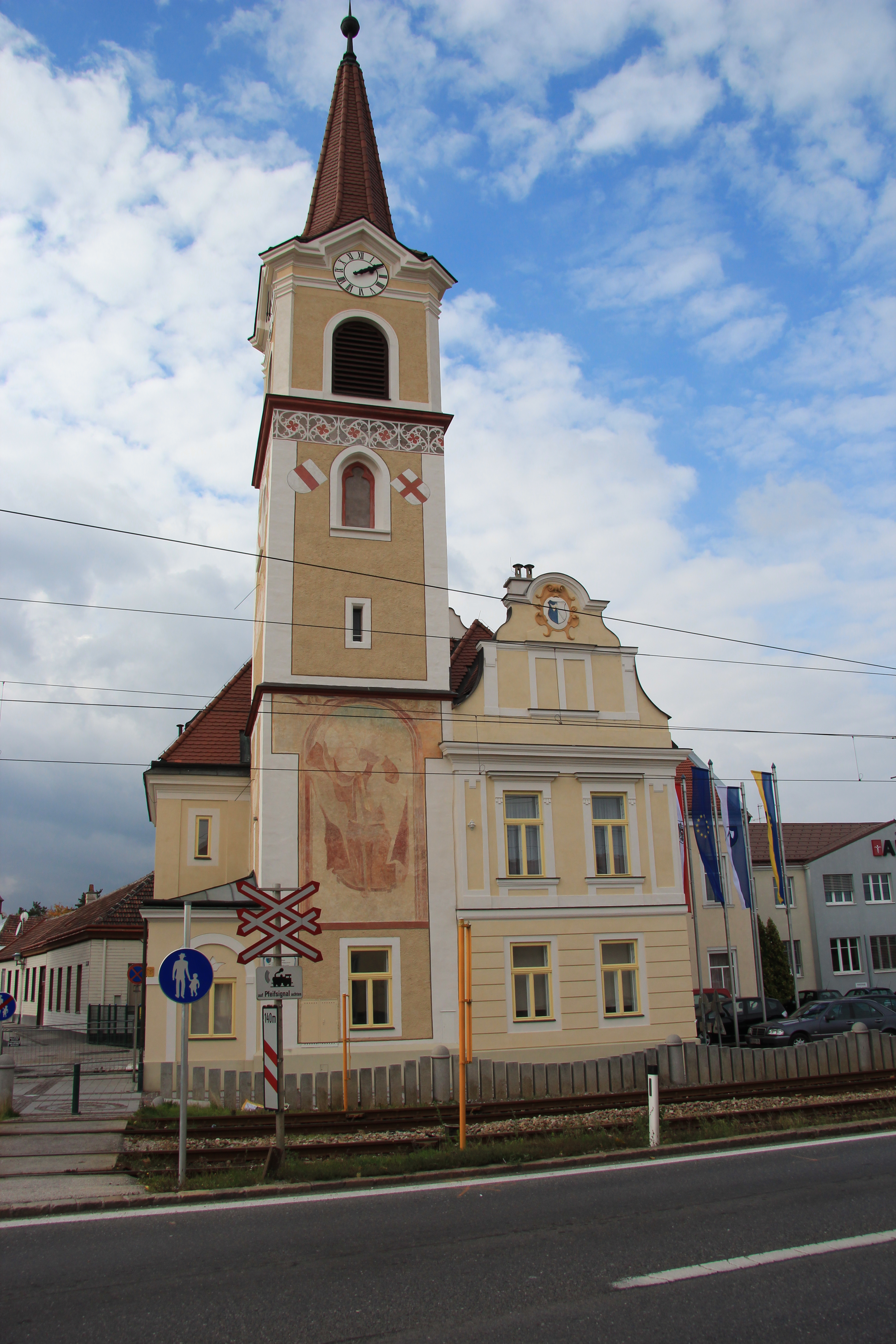
A régi városháza

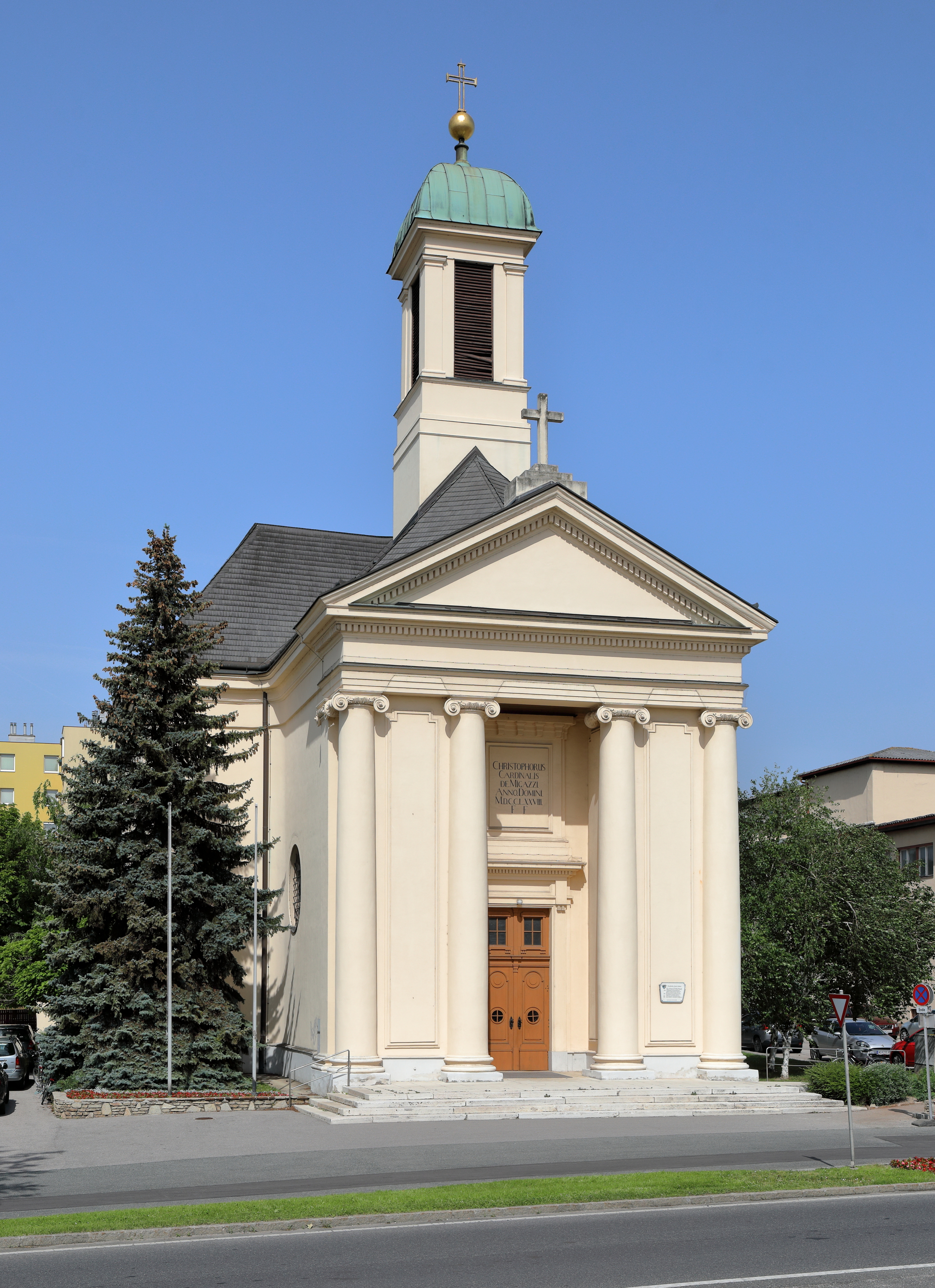
A Havas Szűz Mária-plébániatemplom

Wiener Neudorf a tartomány Industrieviertel régiójában fekszik, a Bécsi-medence északnyugati részén, a Mödlingbach folyó mentén, Bécstől délre. Területének 0,3%-a erdő, 18% áll mezőgazdasági művelés alatt. Az önkormányzathoz egyetlen település és katasztrális község tartozik. 
A környező önkormányzatok: északra Vösendorf, keletre Biedermannsdorf, délre Guntramsdorf, délnyugatra Mödling, nyugatra Maria Enzersdorf, északnyugatra Brunn am Gebirge.

## Története
Wiener Neudorfot először 1176 körül említik Nowendorf néven, egy birtokcserét szentesítő oklevélben. 
Az 1330-40-es években a sorozatos rossz termés miatt lecsökkent a népesség, majd a nagy pestisjárvány szedett áldozatokat. A 16-17. században Neudorf várát a Bécset ostromló törökök elpusztították.
A Havas Szűz Mária-plébániatemplom 1778–1780 között épült Isidore Canevale tervei alapján.
A 19. századig Neudorfnak hívták a települést, majd a postai szolgáltatások elterjedésével szükségessé vált megkülönböztetni a számos hasonló nevű falutól és várostól. Hivatalosan 1854-ben vette fel a Wiener Neudorf (Bécsi Neudorf) nevet. A 19. században megkezdődött az iparosítás is; Neudorfban, akárcsak a környező településeken, a bőven rendelkezésre álló nyersanyag miatt a téglagyártás vált jövedelmező vállalkozássá. Az agyagbányászat után maradt tavak ma rekreációs célokat szolgálnak. Szintén itt működött az Austria sörfőzde, amely a maga idejében a legnagyobb sörgyárak közé tartozott az országban. 
Az 1938-as Anschluss után a környező községek beolvasztásával létrehozták Nagy-Bécset; Biedermannsdorf is a főváros 24. kerületéhez került. Függetlenségét 1954-ben nyerte vissza.
A második világháború során itt működött a mauthauseni koncentrációs tábor egyik altábora. 1940 körül megkezdték egy repülőgépmotorgyár, a Flugmotorenwerke Ostmark építését, de a félkész üzemet már 1943-tól rendszeresen bombázták a szövetségesek. Az egyik légitámadás során a koncentrációs táborra is jutottak bombák és 31 fogoly meghalt. A háború végére Wiener Neudorf házainak 80%-a megrongálódott, 30 pedig teljesen megsemmisült. A szovjet hadsereg 1945. április 6-án, háromnapos harc után szállta meg a települést.

## Lakossága
A Wiener Neudorf-i önkormányzat területén 2022 januárjában 9339 fő élt. A lakosságszám 1951 óta gyarapodó tendenciát mutat. 2020-ban az ittlakók 86,9%-a volt osztrák állampolgár; a külföldiek közül 2,1% a régi (2004 előtti), 6,2% az új EU-tagállamokból érkezett. 3% az egykori Jugoszlávia (Szlovénia és Horvátország nélkül) vagy Törökország, 1,8% egyéb országok polgára volt. 2001-ben a lakosok 62,8%-a római katolikusnak, 7,2% evangélikusnak, 2,2% ortodoxnak, 1,8% mohamedánnak, 22,7% pedig felekezeten kívülinek vallotta magát. Ugyanekkor a legnagyobb nemzetiségi csoportokat a németek (89,6%) mellett a szerbek (2,2%), a magyarok (1,7%) és a horvátok (1,4%) alkották.
A népesség változása:
| Lakosok száma | 9201 | 9405 | 9433 |
|               | 2016 | 2018 | 2019 |

## Látnivalói
- a régi városháza
- a Havas Szűz Mária-plébániatemplom
- a 19. századi, klasszicista ún. kastélymalom (Schlossmühle)

## Testvértelepülései
- Bärnkopf (Ausztria)

## Fordítás
- Ez a szócikk részben vagy egészben  a   Wiener Neudorf című német Wikipédia-szócikk ezen változatának fordításán alapul.  Az eredeti cikk szerkesztőit annak laptörténete sorolja fel. Ez a jelzés csupán a megfogalmazás eredetét és a szerzői jogokat jelzi, nem szolgál a cikkben szereplő információk forrásmegjelöléseként.